# باسیباسی
باسیباسی (به لاتین: Basibasy) یک منطقهٔ مسکونی در ماداگاسکار است که در مورومبه واقع شده‌است. باسیباسی ۱۲٬۰۰۰ نفر جمعیت دارد و ۸۸ متر بالاتر از سطح دریا واقع شده‌است.